# Seán McSweeney
Pour les articles homonymes, voir McSweeney.
Seán McSweeney, né en 1935 à Dublin et mort le 2 juin 2018, est un peintre irlandais.

## Biographie
Seán McSweeney peint surtout la côte de Sligo après s'être installé dans la région dans les années 1980 avec son épouse,. Il est membre d'Aosdána.

## Prix
En 1968, Seán McSweeney reçoit le prix Oireachtas,.